# Andrea Carrea
Andrea Carrea (Gavi, 14 augustus 1924 – Cassano Spinola, 13 januari 2013) was een Italiaans wielrenner.

## Levensloop en carrière
Andrea Carrea werd prof in 1949 bij de Bianchi-ploeg van Campionissimo Fausto Coppi. Uiteindelijk zou hij bijna acht jaar aan de zijde van Coppi fietsen. Samen met Ettore Milano en Michele Gismondi was Carrea een van diens trouwste helpers.
Carrea startte in 11 grote rondes, hij reed ze allemaal uit. In de Tour van 1952 mag hij zelfs een dag de gele leiderstrui dragen, na de 9e etappe. Daags nadien moest hij de gele trui afstaan aan zijn kopman Fausto Coppi, de latere winnaar van die Tour.
Carrea overleed op 13 januari 2013 op 88-jarige leeftijd..

## Belangrijkste resultaten
1948
- Milano-Tortona
- Legnano
- 3e Giro del Piemonte

1950
- Torino-Biella
- 3e Coppa Placci

1952
- 2e etappe Ronde van Romandië
- Herve

## Resultaten in voornaamste wedstrijden
| Jaar | Ronde van Italië | Ronde van Frankrijk | Ronde van Spanje |
| ---- | ---------------- | ------------------- | ---------------- |
| 1949 | 23e              |                     |                  |
| 1950 | 69e              |                     |                  |
| 1951 | 31e              | 38e                 |                  |
| 1952 | 34e              | 9e                  |                  |
| 1953 | 22e              |                     |                  |
| 1954 | 26e              |                     |                  |
| 1955 | 33e              |                     |                  |
| 1956 | 23e              |                     |                  |
| 1957 |                  |                     |                  |
| 1958 |                  |                     | 45e              |

| Jaar | Milaan-San Remo | Parijs-Roubaix | Ronde van Lombardije |  | WK op de weg |
| ---- | --------------- | -------------- | -------------------- |  | ------------ |
| 1949 | 65e             | 72e            | 31e                  |  |              |
| 1950 | 86e             |                | 54e                  |  |              |
| 1951 | 27e             | 62e            | 55e                  |  |              |
| 1952 | 37e             |                | 66e                  |  |              |
| 1953 | 47e             |                | 26e                  |  |              |
| 1954 | 13e             | 52e            | 31e                  |  | 11e          |
| 1955 |                 |                | 70e                  |  |              |